# Karosh Taha

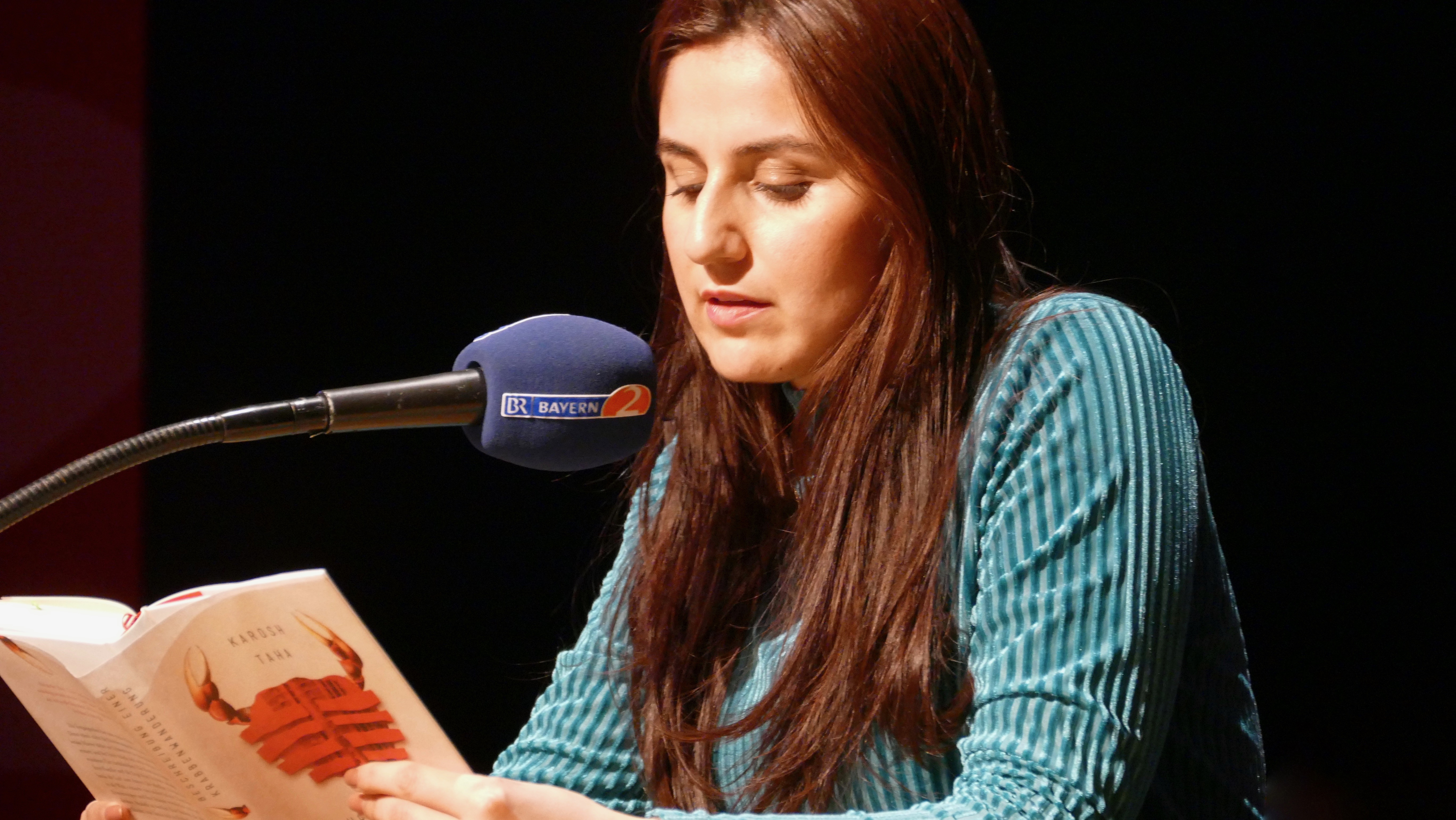
Karosh Taha 2018

Karosh Taha (* 1987 in Zaxo, Irak) ist eine kurdisch-deutsche Schriftstellerin. Für ihre Texte wurde sie mehrfach ausgezeichnet, unter anderem mit dem Hohenemser Literaturpreis und dem Rolf-Dieter-Brinkmann-Stipendium.

## Leben
Mit ihren Eltern kam Karosh Taha 1997 nach Deutschland, wo sie in Duisburg – über zehn Jahre lang lediglich mit einem Duldungsstatus – aufwuchs. Da ihr eine Tätigkeit als Schriftstellerin für ihren Status zunächst als zu gewagt erschien,  absolvierte sie mit einem Stipendium ein Lehramtsstudium an der Universität Duisburg-Essen sowie in den Vereinigten Staaten. Sie war als Lehrerin für Englisch und Geschichte an einem Essener Gymnasium tätig, arbeitete nach ihrem ersten Roman noch als Vertretungslehrerin und hat 2021 ihre Unterrichtstätigkeit ganz eingestellt.
Ihren Debütroman Beschreibung einer Krabbenwanderung, der aus der Kurzgeschichte Displaced persons hervorging, verlegte 2018 der DuMont Buchverlag. In ihm erzählt die Autorin die Geschichte einer sich zunehmend entfremdenden kurdischen Familie. Die Ich-Erzählerin Sanaa pendelt zwischen „Emanzipation und sozialer Kontrolle“ und erlebt die „Ambivalenz“ migrantischer Familienstrukturen. Die Hörspielfassung ihres Romans wurde 2021 bei WDR3 und COSMO ausgestrahlt.
Ihr 2020 erschienener Roman Im Bauch der Königin ist als „Wendebuch“ konzipiert: jeweils aus einer weiblichen und einer männlichen Perspektive wird in zwei alternativen Geschichten über die unkonventionelle – mit vielen Konventionen brechende – Hauptfigur Shahira und – wie im ersten Roman – über das Leben in einer kurdisch-deutschen Community in einer Hochhaussiedlung erzählt.
Als literarische Vorbilder nennt Karosh Taha neben Sandra Cisneros auch Max Frisch.

## Auszeichnungen
- 2018: Förderpreis des Landes NRW[9]
- 2018: Nominierung für den Ulla-Hahn-Preis[10]
- Nominiert für den Kranichsteiner Literaturförderpreis[1][11]
- 2018: Stipendium des Literarischen Colloquiums Berlin[12]
- 2019: Heinrich-Heine-Stipendium[13]
- Werkstipendium der Kunststiftung NRW[1]
- 2019: Hohenemser Literaturpreis[14]
- 2019: Stipendium Deutscher Literaturfonds[15]
- 2019: Rolf-Dieter-Brinkmann-Stipendium[16]
- 2020: Horst Bingel-Preis für Literatur für ihre „kritische und zugleich hoch emphatische Beobachtung unserer Gesellschaft“
- 2021: Alfred Döblin-Medaille, insbesond. für den Roman Im Bauch der Königin[17]

## Werke
- Beschreibung einer Krabbenwanderung. DuMont Buchverlag, Köln 2019, ISBN 978-3-8321-6481-2.
- Im Bauch der Königin. DuMont Buchverlag, Köln 2020, ISBN 978-3-8321-8394-3.